# Trechona uniformis
Trechona uniformis är en spindelart som beskrevs av Cândido Firmino de Mello-Leitão 1935. Trechona uniformis ingår i släktet Trechona och familjen Dipluridae. Inga underarter finns listade i Catalogue of Life.